# Амтсберг
Амтсберг (њем. Amtsberg) општина је у њемачкој савезној држави Саксонија. Једно је од 69 општинских средишта округа Ерцгебирге. Према процјени из 2010. у општини је живјело 4.123 становника. Посједује регионалну шифру (AGS) 14521010.

## Географија
Амтсберг се налази у савезној држави Саксонија у округу Ерцгебирге. Општина се налази на надморској висини од 440 метара. Површина општине износи 23,2 km². У самом мјесту је, према процјени из 2010. године, живјело 4.123 становника. Просјечна густина становништва износи 177 становника/km².